# The Whip (film 1928)
The Whip è un film muto del 1928 diretto da Charles Brabin.
Il soggetto, tratto dal lavoro teatrale The Whip di Henry Hamilton e Cecil Raleigh, era già stato adattato per lo schermo nel 1917 in un altro The Whip, diretto da Maurice Tourneur. La commedia, che aveva debuttato a Londra il 9 settembre 1909, era andata in scena a Broadway per la prima volta il 22 novembre 1912 alla Manhattan Opera House.

## Trama
Lord Brancaster, in seguito a un incidente automobilistico, perde la memoria. Curato da Lord Beverly, davanti alla cui residenza è avvenuto l'incidente, si innamora di sua figlia Diana. I due decidono di annunciare il loro fidanzamento nel corso del ricevimento per l'apertura della caccia. Ma Iris d'Aquila, l'ex fidanzata di Brancaster che lui ha lasciato dopo aver scoperto che la donna non lo amava ma mirava solo al suo titolo, pensa di approfittare dell'amnesia e si procura un falso certificato di matrimonio con l'aiuto di Sartoris. Così, al ballo, si presenta come Lady Brancaster.
Alle corse di Ascot, il favorito è The Whip (la frusta), il cavallo di Diana. Sartoris, che ha puntato una grossa somma su un altro cavallo, cerca di uccidere The Whip ma il purosangue viene salvato da Brancaster e vince la corsa. La verità viene a galla: Brancaster, libero da Iris, può finalmente sposare Diana.

## Produzione
Il film fu prodotto dalla First National Pictures.

## Distribuzione
Distribuito dalla First National Pictures, il film - presentato da Richard A. Rowland - uscì nelle sale cinematografiche USA il 16 settembre 1928.